# Ја Џаси
Ја Џаси (енгл. Yaa Gyasi, Мампонг, Гана, 1989) је гански-амерички романописац. Њен дебитантски роман Homegoing (Повратак кући), објављен 2016. године, са којим је са 26 година освојила: Националну награду круга књижевних критичара, Награду Џона Леонарда за најбољу прву књигу, награду ПЕН/Хемингвеј фондације за прву књигу белетристике, Награду националне фондација за књигу, "5 до 35 година " признања за 2016. и Америчку награду за књигу. Награђена је Вилцековом наградом за креативно обећање у књижевности 2020.

## Рани живот и образовање
Рођена у Мампонгу, у Гани,  ћерка Квакуа Џасија, професора француског на Универзитету Алабама у Хантсвилу, и Софије, која је медицинска сестра.   Њена породица се преселила у Сједињене Државе 1991. године када је њен отац завршавао докторат на Државном универзитету Охајо.    Породица је такође живела у Илиноису и Тенесију, а од 10. године Џаси је одрастала у Хантсвилу у Алабами.  
Џаси се присећа да је била стидљива као дете, осећала се блиском са својом браћом због заједничких искустава деце имигранта у Алабами и обраћала се књигама као својим „најближим пријатељима“.  Била је охрабрена добијањем сертификата о успеху који је потписао LeVar Burton за прву причу коју је написала, а коју је пријавила на такмичење младих писаца и илустратора Reading Rainbow. Са 17 година, док је похађала средњу школу Грисом, Џаси је била инспирисана читањем Соломонове песме Тонија Морисона да се бави писањем као каријером. 
Дипломирала је енглески језик на Универзитету Стенфорд и магистрирала ликовне уметности на Радионици писаца у Ајови, програму креативног писања на Универзитету у Ајови. 

## Каријера
Убрзо након што је дипломирала на Станфорду, започела је свој дебитантски роман и радила у стартап компанији у Сан Франциску, али није уживала у послу и дала је оставку након што је примљена у Ајову 2012.
Њен деби роман Homegoing Повратак кући инспирисан је путовањем у Гану 2009. године, првим путовањем Џаси откако је као дете напустила земљу. Роман је завршен 2015. године и након првих читања од стране издавача, наишао је на бројне понуде пре него што је прихватила седмоцифрен аванс од Knopf-а.  Ta-Nehisi Coates одабрао је Повратак кући за награду Националне фондације за књигу „5 испод 35“ 2016,а роман је такође изабран за награду Џон Леонард Националног круга критичара књиге, наград ПЕН/Хемингвеј фондације за најбољу прву књигу и Америчка књижевна награда за допринос разноликости у америчкој књижевности. 
Њено писање се такође појављивало у публикацијама као што су African American Review,  Callaloo,  Guernica  The Guardian,  и Granta. 
Џаси цитира Тони Морисон (Песма о Соломону), Габријела Гарсију Маркеза (Сто година самоће), Џејмса Болдвина (Иди и реци то на гори), Едварда П. Џонса (Изгубљени у граду) и Џумпу Лахири (Ненавикнута земља) као инспирације.  
Од 2016. Џаси живи у Берклију у Калифорнији.
Године 2017, Џаси је одабрао Forbes за своју листу 30 испод 30 година. 
У фебруару 2020. Knopf је објавио другу Џасијеву књигу Transcendent Kingdom (Скривено царство).   Сара Колинс из The Guardian-а описала га је као „дубоко праћење Homegoing“,  USA Today је рекла „да је прикривено разорна“,  и The Vox  Chicago Review of Books,  и The New Republic  је такође позитивно оценила. У књизи се налазе ликови из кратке приче под називом "Inscape", коју је Џаси објавила у часопису Герника 2015.  иако су ликови у различитим ситуацијама.
У марту 2021. написала је есеј о „овом питању ’посла читања’, о томе како читамо, зашто читамо и шта читање чини за нас и за нас“. Она је написала: "Иако искрено верујем у моћ књижевности да изазове, продуби, промени, такође знам да је куповина књига црних аутора само теоријски, тешко закаснели и потпуно осиромашени одговор на векове физичке и емоционалне штете." 

## Награде
- 2016: Награда Националног круга критичара књиге Џон Леонард за најбољу прву књигу. [28]
- 2016: Национална фондација за књигу „5 испод 35“. [29]
- 2017: Америчка награда за књигу. [30]
- 2017: Гранта најбољи од младих америчких романописаца. [31] [32] [33]
- 2017: ПЕН/Хемингвеј награда за прву књигу белетристике. [34]
- 2020: Вилцекова награда за креативно обећање у књижевности, Вилцекова фондација.[1]
- 2021: Женска награда за белетристику, у ужем избору за Скривено царство. [35]